# 瞳が忘れない/ブリンク
『瞳が忘れない/ブリンク』（ひとみがわすれない/ブリンク、原題：Blink）は、1994年制作のアメリカ合衆国のサスペンス・スリラー映画。
角膜の移植手術によって視力を取り戻したばかりの女性が、偶然目撃した連続殺人犯に命を狙われるさまを描く。マイケル・アプテッド監督、『張り込み』でも共演したマデリーン・ストウ、エイダン・クインが出演。

## あらすじ
シカゴのバンドでバイオリン奏者を務める盲目のエマ・ブロディーは、角膜の移植により視力を取り戻したが、見たものがその場で判断できず、かなり時間が経ってから突然フラッシュバックして見える“レトロアクティヴ・ビジョン（逆作用視覚）”に悩まされていた。
ある夜、階上の部屋の物音で目を覚ましたエマは、階段を降りるぼんやりとした人影を目撃した。翌朝、見知らぬ男の姿が視界に飛び込んできたが、辺りには誰もいなかった。昨晩目撃した男の姿がフラッシュバックして見えたのであった。
その後、エマの階上の部屋から女性の他殺体が発見され、さらに同一犯によるとみられる殺人事件が連続して発生、やがて殺人鬼の魔の手はエマにも伸びてきた…。

## キャスト
| 役名                 | 俳優                   | 日本語吹替 |
| -------------------- | ---------------------- | ---------- |
| エマ・ブロディー     | マデリーン・ストウ     | 塩田朋子   |
| ジョン・ホルストロム | エイダン・クイン       | 大塚芳忠   |
| トーマス・リッジリー | ジェームズ・レマー     | 秋元羊介   |
| キャンディス         | ローリー・メトカーフ   | 金野恵子   |
| ピアース             | ピーター・フリードマン | 有本欽隆   |
| ミッチェル           | ブルース・A・ヤング    | 屋良有作   |
| クロウ巡査           | マット・ロス           | 相沢正輝   |
| ニール・ブッカー     | ポール・ディロン       | 松本大     |

吹替その他、宝亀克寿、藤城裕士、安井邦彦、小野健一、野沢由香里、水原リン、棚田恵美子、日野由利加、小野英昭、篠原恵美、広田雅宣、飯野翔太